# Бартенєв Едгар Гінерович
Едгар Гінерович Бартенєв (* 23 серпня 1966, Казань, Російська РФСР) — російський сценарист, режисер, поет, прозаїк, член Гільдії кінорежисерів Росії.
10 років працював лікарем у клініках Казані. Заочно навчався кінодраматургії у ВДІК.
У 1999 році вступив на курс до Олексія Юрійовича Германа, переїхав до Москви. У 2001 році закінчив Вищі курси сценаристів і режисерів (майстерня Олексія Германа і Світлани Кармаліти).
Резидент Каннського кінофестивалю, 2002-2003. Каннський кінофестиваль відібрав фільми (official selection): «Одя» (2003) і «Вальс» (2001). Фільм «Одя» демонструвався у програмі «Двотижневик режисерів» 56-го Каннського фестивалю.

## Громадянська позиція
У відповідь на агресію Росії стосовно України в 2014 році підписав заяву діячів культури Росії проти військової інтервенції Росії в Україну.